# Soulburn

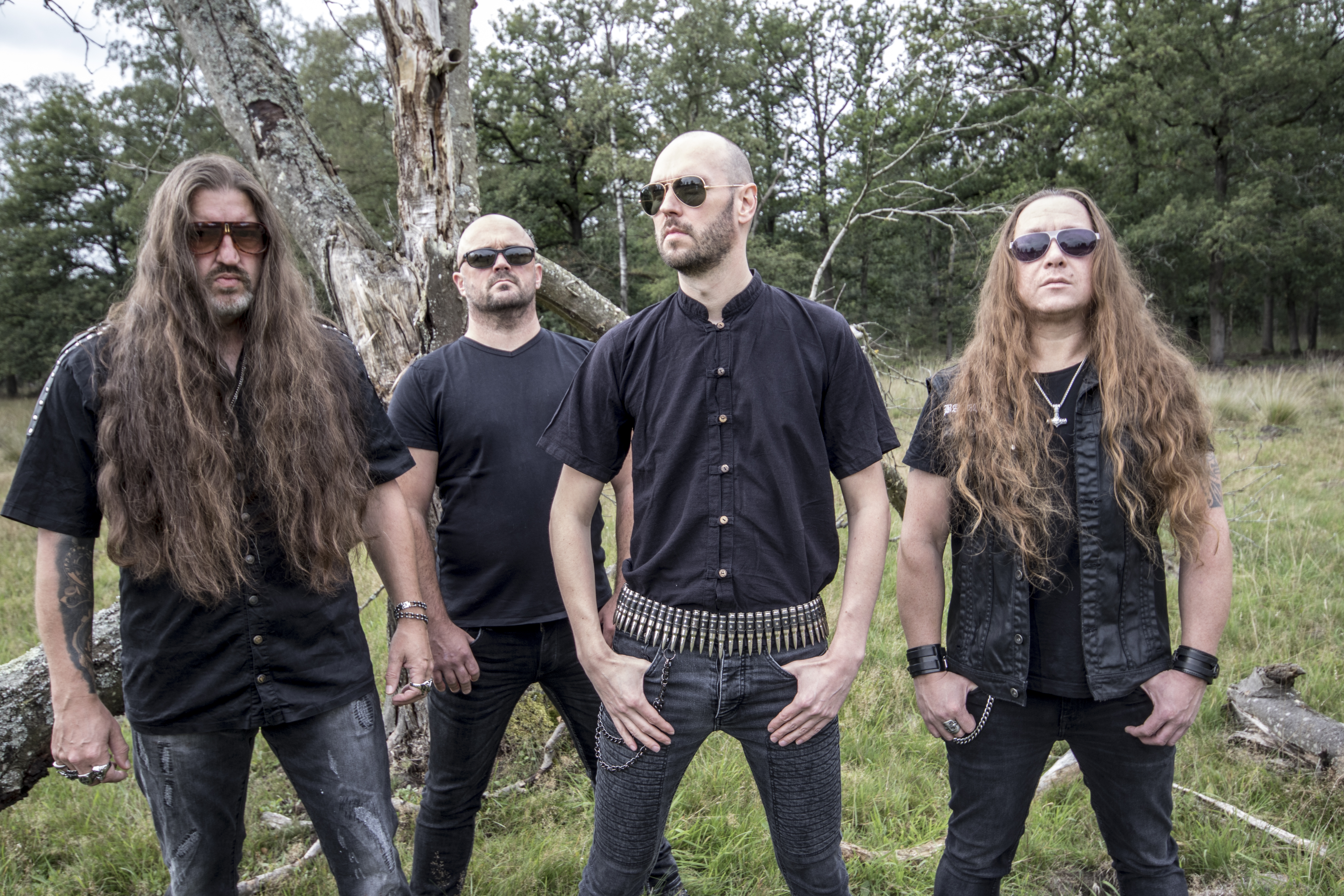
Soulburn 2020

Soulburn is een Nederlandse darkmetalband uit Oldenzaal.

## Geschiedenis

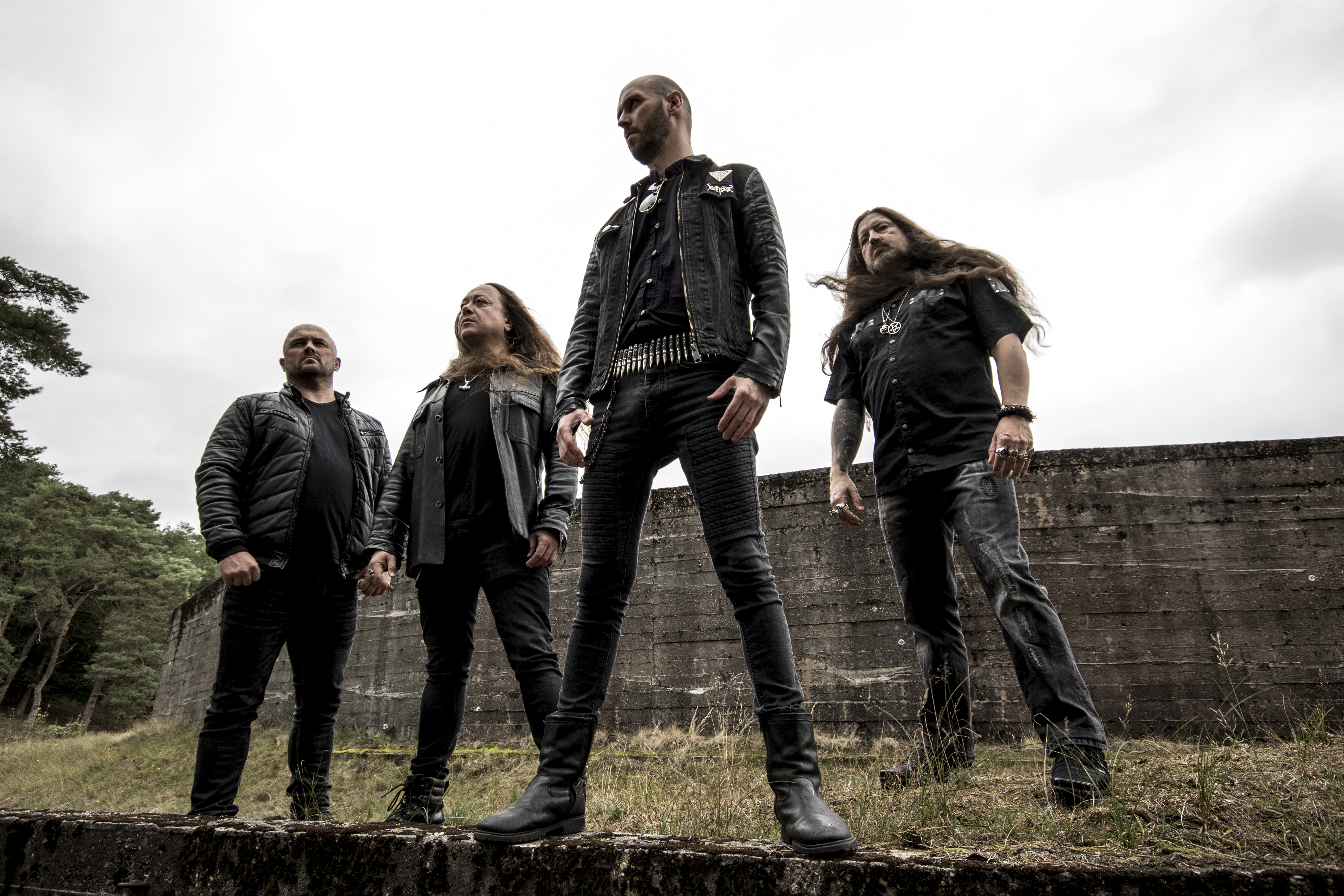
Soulburn promo 2020

Na jarenlang actief te zijn geweest met Asphyx, richtte Eric Daniels in 1996 Soulburn op. Bob Bagchus kwam erbij op drums. Het debuutalbum Feeding on Angels verscheen in 1998 bij Century Media Records, met Wannes Gubbels (Pentacle) als zanger en basgitarist.
Zestien jaar later werd Soulburn nieuw leven ingeblazen met Eric Daniels (gitaren) en Bob Bagchus (drums) als het hart van de band. Twan van Geel (Legion of the Damned) nam de plaats in van Wannes als zanger-bassist. Remco Kreft (Nailgun Massacre) werd als tweede gitarist aangetrokken en de band was weer compleet.

## Samenstelling

### Huidige bandleden
- Eric Daniels - gitaar (1996-1999, 2013-heden)
- Marc Verhaar - drums (2018-heden)
- Twan van Geel - basgitaar, zang (2013-heden)
- Remco Kreft - gitaar (2013-heden)

### Voormalige bandleden
- Wannes Gubbels - basgitaar, zang (1996-1999)
- Bob Bagchus - drums (1996-1999, 2013-2018)

## Discografie

### Studioalbums
- Feeding on Angels (1998, Century Media Records)
- The Suffocating Darkness (2014, Century Media Records)
- Earthless Pagan Spirit (2016, Century Media Records)
- NOA'S D'ARK (2020, Century Media Records)

### Singles (7")
- Split 7" with Desaster (2015, Cyclone Empire Records)
- "Carpe Noctem" 2-track (2018, Floga Records)

### Extented plays (12")
- Demo 1996 (2016, Floga Records)

### Demo's
- Demo 1996 (1996, eigen beheer)